# Zied Ben Salem
Zied Ben Salem (arabe : زياد بن سالم), né le 21 février 1995, est un footballeur tunisien évoluant au poste d'attaquant à l'Étoile sportive de Métlaoui.

## Biographie
Il commence sa carrière avec l'Étoile sportive de Radès, où il passe par toutes les catégories de jeunes, puis rejoint le Club sportif de Hammam Lif,,, après un passage au Stade tunisien.